# Russelia durantifolia
Russelia durantifolia là một loài thực vật có hoa trong họ Mã đề. Loài này được Sw. miêu tả khoa học đầu tiên.